# 洞窟の聖母
『洞窟の聖母』（どうくつのせいぼ、伊:Madonna delle Cave）は、32 cm 29.6 cmの大きさの板上のテンペラ画である。 1488年から1490年にイタリアのルネサンス期の巨匠、アンドレア・マンテーニャによって描かれ、現在、フィレンツェのウフィツィ美術館に所蔵されている。
作品は、右側の背景にある石切り場にちなんで名付けられた。ここでは、労働者が柱頭、石片、柱の一部、石棺を彫っていて、おそらくキリストの将来の鞭打ちと埋葬を示唆している。聖母マリアが座っている岩は、ゴルゴタの丘の頂上を表すことも意図されているのかもしれない。左側の背景には、羊飼いと羊の群、野で牧草を刈り取っている農民、城、そして遠い城壁都市へと続く道が見える。フィオッコは、背景はカッラーラに基づいていると主張しているが、一方、クリステラーは代わりに、背景はヴィチェンツァとヴェローナの間のモンテ・ボルカであると主張している。右から左へと背景を横切る暗闇から光への推移を、キリストと教会を通しての贖いの寓話として解釈する人もいる。聖母マリアはキリストと教会両方の母である。

## 制作年
1488年から1490年までの制作年は、ジョルジョ・ヴァザーリによるフランチェスコ1世メディチのコレクションの説明に基づいており、マンテーニャのローマ時代に制作されたとしている。ロレンツォ・デ・メディチによりマンテーニャから依頼され、ロレンツォからの手紙で言及されている作品に、本作を関連づける人もいる。他の歴史家は、様式と人物像のために作品に異なった制作年を付与している。しかし、マンテーニャが生涯を通じて岩の多い背景などの特定のテーマを再利用しているため、制作年の不確実な作品について明確に年代を決定することは困難である。